# USS LST-159
O USS LST-159 foi um navio de guerra norte-americano da classe LST que operou durante a Segunda Guerra Mundial.